# Taeniaptera longifurca
Taeniaptera longifurca är en tvåvingeart som beskrevs av Friedrich Georg Hendel 1933. Taeniaptera longifurca ingår i släktet Taeniaptera och familjen skridflugor. Inga underarter finns listade i Catalogue of Life.